# Jägerskiöld
Jägerskiöld är finländsk frälseätt från Helsinge socken, som introducerats som adlig ätt i Sverige och Finland. Ätten hette tidigare Jägerhorn.

## Historik
I Gabriel Anreps ättartavlor ges en ättelängd tillbaka till Rötker Ingesson Jägerhorn som skulle ha  varit vapendragare till Erik den helige. Enligt släktlegenden skulle han ha värvats av kungen under dennes vistelse i Finland, följt honom till Sverige och där använt ett horn för att leda en trupp ryttare mot danskarna, och därför fått namnet Jägerhorn. Han skulle enligt traditionen vara stamfader till Jägerhorn af Spurila, Jägerhorn af Storby och Jägerskiöld.
Modernare forskning avfärdar detta och anser inte att det finns något samband mellan dessa ätter. Claes Jägerhorn, som 1686 försökte vinna introduktion under namnet von Jägerhorn, tvingades 1689 att ändra sitt namn till Jägerskiöld, sedan medlemmar av de adliga ätterna Jägerhorn ifrågasatt deras gemensamma härstamning.
Ättens äldste kände stamfader är Lydik Nilsson (död mellan 1536 och 1548), som var häradshövding och skrev sig till Hertonäs i Helsinge socken. Hans sonsons son Christer Lydiksson var borgmästare och inspektor i Vasa och gift med Catharina Thomasdotter Wellin. Han innehade frälsesfrihet för sin hustrus arvejord i Vellua, Nykyrko socken, men var själv inte adlig. En av deras söner upptog moderns släktnamn och blev stamfader för en prästsläkt i Finland. En annan son, Claes Jägerhorn (1632-1691) var major och kommendant på Dalarö skans. Han adlades på Stockholms slott den 13 november 1686 av Karl XI, och introducerades 7 februari 1689 under nuvarande nr 1 100 med namnet von Jägerhorn, där namnet dock enligt beslut den 6 februari 1689 ändrades till Jägerskiöld till åtskillnad från de andra ätterna Jägerhorn. Han skrev sig därefter till Siölax i Åbo län.
Claes Jägerskiöld var gift med Helena Hiärne, en syster till Urban Hiärne. Två av deras barn gifte sig; dottern Christina gifte sig Bäck i Finland, och hennes bror Claes Jägerskiöld d.y., som var hovrättsråd i Åbo hovrätt, med Margareta Bosin vars mor var av släkten Rosendal.
Ätten Jägerskiöld fortlevde på svärdssidan med en av föregående makars söner, amiralitetsrådet Christer Ludvig Jägerskiöld, genom dennes första äktenskap med Anna Fredrika Grubbe vars mor var av släkten Lagercrantz. En sonson till dem, Christer Ludvig Jägerskiöld d.y. immatrikulerades på Finlands riddarhus år 1818 under nummer 79. En gren av den finländska sidan av ätten adopterades såsom ingift släkt på den friherrliga ätten Hisingers adliga namn och nummer, och kallade sig Hisinger-Jägerskiöld.
En gren av den finländska sidan återinvandrade till Sverige och fick 1890 representation i föreningen Riddarhuset, men slocknade på svärdssidan den 14 september 1997. En yngre gren av ätten är dock alltjämt fortlevande i Sverige och skriver sig Jegerschöld.

## Personer med efternamnet Jägerskiöld
- Carl Johan Jägerskiöld
- Leonard Jägerskiöld
- Märta Jägerskiöld
- Olof Jägerskiöld
- Stig Jägerskiöld